# Avicularia cuminami
Avicularia cuminami är en spindelart som beskrevs av Cândido Firmino de Mello-Leitão 1930. 
Avicularia cuminami ingår i släktet Avicularia och familjen fågelspindlar. Inga underarter finns listade.